# Ballon d'Or Dream Team
"Золотий м'яч Dream Team" - це уявна команда, яка складається з найкращих футболістів, які коли-небудь грали у футбол, на думку журналу France Football. Цей уявний склад був оголошений 14 грудня 2020 року і включає 11 гравців, а також трьох запасних. 
1. ↑  Rode, Alan K. (17 листопада 2017). The Dream Team. Michael Curtiz. University Press of Kentucky. ISBN 978-0-8131-7391-7.